# (6863) 1991 PX8
(6863) 1991 PX8 (1991 PX8, 1958 AJ, 1991 OM, 1995 TQ2) — астероїд головного поясу, відкритий 5 серпня 1991 року.
Тіссеранів параметр щодо Юпітера — 3,587.